# Cirrhilabrus shutmani
Cirrhilabrus shutmani là một loài cá biển thuộc chi Cirrhilabrus trong họ Cá bàng chài. Loài này được mô tả lần đầu tiên vào năm 2017.

## Từ nguyên
Từ định danh shutmani được theo tên của Barnett Paul Shutman, người đầu tiên cung cấp những bức ảnh cũng như mẫu định danh của loài cá này.
Tên thông thường của C. shutmani, magma fairy wrasse ("bàng chài tiên mắc ma"), hàm ý đề cập đến màu sắc đỏ rực của chúng, cũng như nơi tìm thấy mẫu định danh, đảo núi lửa Didicas.

## Phạm vi phân bố và môi trường sống
C. shutmani hiện chỉ được tìm thấy tại đảo núi lửa Didicas, thuộc quần đảo Babuyan ở phía bắc Philippines. C. shutmani sống gần các rạn san hô ở những khu vực có nhiều đá núi lửa, độ sâu khoảng 50–70 m.

## Mô tả
Chiều dài lớn nhất được ghi nhận ở C. shutmani là 6,5 cm. Cá đực có màu cam ửng đỏ đến đỏ tươi, vùng dưới đầu có thể phớt màu tím nhạt. Đầu có các vệt sọc ngắn khá mờ màu hoa cà. Mống mắt màu vàng cam. Vây lưng và vây hậu môn có màu đỏ cam, nhưng vây lưng thường có vệt xám ở phía trước, vây hậu môn không có đặc điểm này; cả hai đều có dải viền rất mỏng màu xanh lam óng ở rìa. Vây đuôi màu vàng tươi ở nửa trong, nửa ngoài còn lại có màu đỏ, cũng có dải viền xanh óng ở rìa. Vây bụng ngắn và màu đỏ. Vây ngực màu đỏ trong suốt. Cá cái tương tự kiểu màu của cá đực, nhưng các vây trong suốt.
Số gai ở vây lưng: 11; Số tia vây ở vây lưng: 9; Số gai ở vây hậu môn: 3; Số tia vây ở vây hậu môn: 9; Số tia vây ở vây ngực: 15; Số gai ở vây bụng: 1; Số tia vây ở vây bụng: 5.

## Phân loại học
C. shutmani là một thành viên trong phức hợp loài Cirrhilabrus jordani, cùng với các loài Cirrhilabrus rubrisquamis, Cirrhilabrus earlei, Cirrhilabrus lanceolatus, Cirrhilabrus roseafascia, Cirrhilabrus sanguineus, Cirrhilabrus blatteus, Cirrhilabrus claire và Cirrhilabrus wakanda.